# Betsy Mitchell
Betsy Mitchell (15 gennaio 1966) è un'ex nuotatrice statunitense.

## Carriera
Fortemente specializzata nel dorso, annovera nel proprio palmarès due medaglie d'argento ai Giochi Olimpici e una medaglia d'oro conquistate ai campionati mondiali di Madrid 1986.

## Palmarès
- Giochi olimpici estivi

Los Angeles 1982: argento nella 100m dorso.
Seul 1988: argento nella 4x100m misti.
- Mondiali

Madrid 1986: oro nei 100m dorso, argento nei 200m dorso, nella 4x100m stile libero, nella 4x200m stile libero e nella 4x100m misti.

## Riconoscimenti
- American Swimmer of the Year: 1986